# Hohe Egge (Selter)
Die Hohe Egge nahe Ammensen in den niedersächsischen Landkreisen Hildesheim, Holzminden und Northeim gelegen ist mit 395 m ü. NHN die höchste Erhebung des Höhenzugs Selter im Niedersächsischen Bergland.

## Geographie

### Lage
Die Hohe Egge liegt etwas südöstlich vom Zentrum des langgestreckten Höhenzugs Selter. Ihr Gipfel befindet sich im Landkreis Holzminden im Gemeindegebiet von Delligsen – etwa 2,4 km (Luftlinie) ostsüdöstlich vom am Oberlauf des Rheinbachs gelegenen Ortsteil Ammensen. Nördlich der Erhebung liegt Freden (Leine) und südöstlich Erzhausen, die jeweils im Tal der Leine liegen, südlich befindet sich Naensen und südwestlich Stroit, das sich am Oberlauf des Stroiter Bachs ausbreitet. Die Nordflanke der Erhebung fällt, in Richtung Freden, in den Landkreis Hildesheim ab. Nach Südosten, in Richtung Erzhausen, sowie auch nach Süden und Südwesten, in Richtung Naensen und Stroit, fallen die Flanken in den Landkreis Northeim ab. In einem Taleinschnitt der Südflanke der Erhebung liegt im Stadtgebiet von Einbeck der Bauernhof Weddehagen.
Knapp 400 m nordöstlich vom Gipfel der Hohen Egge verlaufen entlang dem Selterkamm die Selterklippen und etwa 1 km südöstlich der Hohen Egge liegt auf 393,1 m Höhe das Oberbecken des Pumpspeicherwerks Erzhausen.

### Naturräumliche Zuordnung
Die Hohe Egge gehört im Niedersächsischen Bergland (D 36), in der naturräumlichen Haupteinheitengruppe Weser-Leine-Bergland (Nr. 37; Leinebergland), in der Haupteinheit Alfelder Bergland (377) und in der Untereinheit Ith-Hils-Bergland (377.1) zum Naturraum Thüster und Duinger Berg (Reuberg, Steinberg, Selter) (377.13). Die Landschaft leitet nach Nordosten in den Naturraum Deinser Mulde (377.30), nach Süden in den Naturraum Brunser Hochflächen (377.04) und nach Westen in den Naturraum Delligser Senke (377.15) über.

## Schutzgebiete
Auf den nordöstlichen Hochlagen der Hohen Egge liegen Teile des Naturschutzgebiets Selterklippen (CDDA-Nr. 389974; 2009 ausgewiesen; 96 ha groß). Bis auf die nördlichen und nordöstlichen Hochlagen reichen Teile des Landschaftsschutzgebiets Selter (CDDA-Nr. 329201; 2004; 7,831 km²). Auf der Erhebung liegen auch Teile des Fauna-Flora-Habitat-Gebiets Laubwälder und Klippenbereiche im Selter, Hils und Greener Wald (FFH-Nr. 4024-332; 15,2199 km²).